# Kobiety nad przepaścią
Kobiety nad przepaścią – polski film fabularny z 1938 roku. W filmie poruszono problem „handlu żywym towarem”. Ekranizacja powieści Antoniego Marczyńskiego pt. W szponach handlarzy kobiet.

## Treść
Marysia Żurkówna, prosta dziewczyna z prowincji za namową znajomych decyduje się wyjechać do Ameryki. Wyjeżdża z rodzinnej wsi, zostawiając tam ukochanego Walka i udaje się do Warszawy, a stamtąd, z fałszywym paszportem, do Brazylii. Na miejscu przekonuje się, że znajomi byli w rzeczywistości przestępcami handlującymi ludźmi, a ją czeka przyszłość prostytutki. Tymczasem Walek przyjeżdża do Warszawy i tam dowiaduje się, że Marysia została sprzedana do pracy w brazylijskim domu publicznym. Zatrudnia się jako marynarz na statku kursującym wzdłuż wybrzeży Brazylii i po dłuższych poszukiwaniach odnajduje Marynię.

## Obsada
- Maria Bogda – Marysia Żurkówna, wiejska dziewczyna
- Nora Ney – Lola Ventana, kierowniczka salonu tańca
- Jadwiga Andrzejewska – wywiadowczyni Iza
- Adam Brodzisz – Walek
- Tamara Wiszniewska – Róża
- Elżbieta Kryńska – Pola
- Nina Świerczewska - Franka, siostra Marysi
- Kazimierz Junosza-Stępowski – Wolak
- Stanisław Sielański – marynarz Staś
- Bogusław Samborski – właściciel knajpy Muller
- Aleksander Żabczyński – dyrektor music-hallu Klug
- Tadeusz Wesołowski – nauczyciel tańca